# 1. Klasse Thüringen 1941/42

Thüringer Fussball-Verband – T.F.V. bis 1990

Die 1. Klasse Erfurt-Thüringen 1941/42 war die neunte Spielzeit der als ein Unterbau zur Gauliga Mitte fungierenden zweitklassigen Bezirksklasse Thüringen. Die Liga wurde in dieser Spielzeit wiederum in zwei Staffeln (West & Süd) mit jeweils 7 Vereinen ausgetragen. Besonderheit: Der SC Apolda, (Gauliga-Absteiger), zog seine Mannschaft schon nach dem 2.Spieltag vom 1. Klasse-Spielbetrieb der Staffel West zurück die anfangs mit 8 Vereinen in die Serie gestartet war.
Die Spvg 02 Erfurt  gewann die Staffel West, der SC 06 Oberlind die Staffel Süd. Gemäß Fachamtsbereichs-Beschluss, war nur der Sieger der Staffel-West berechtigt an der Aufstiegs-Relegation teilzunehmen. Deshalb nahm im Anschluss die Erfurter Spielvereinigung 02 als alleiniger Bezirksvertreter an der Aufstiegsrunde zur Gauliga Mitte 1942/43 teil und setzte sich in dieser sportlich unangefochten gegen den FV Sportfreunde Halle und den FV Fortuna Magdeburg durch. Aus der Staffel West stieg der VfB 04 Erfurt als Tabellenletzter ab. Der SV 1899 Mühlhausen zog die Spielberechtigung kurz vor Beginn der nächsten Spielzeit wegen kriegsbedingten Kader- und-Ressourcenmangels zurück. Aus der Staffel Süd, wurde der VfL 07 Neustadt/Coburg nach Bayern zurück-delegiert. Geographisch-sportpolitisch motiviert, wies das Fachamt des Verbandes Gau Mitte an, den Vertreter des Kyffhäuser-Kreises, den Militärsportverein L.S.V. Nordhausen mit Beginn der Saison 1942/43 aus dem Bezirk Halle-Merseburg in den nach Erfurt-Thüringen zu delegieren. Somit trat der Verein dann in der 1. Klasse Thüringen (Staffel Nord) an. Eine Kreismeister-Aufstiegsrunde wurde nicht ausgespielt.

## Abschlusstabelle
Die Abschlusstabellen sind aus dem im Unterpunkt Quellen notierten Buch entnommen.
[ Dazu erfolgten Ergänzungs- und Verbesserungs-Recherchen, mithilfe der erwähnten Zeitungs-Quelle.]

### Staffel West
Gespielte Spiele: 39 (+ 3 am „Grünen Tisch“ gewertet) = 42 * / Erzielte Tore: 233

(9.Spielzeit, (3.Kriegsmeisterschaft) – Saison-Beginn, (Staffel West): 7. September 1941)
| Pl. | Verein               | Sp. | Tore  | Quote | Punkte |
| --- | -------------------- | --- | ----- | ----- | ------ |
| 1.  | SpVgg 02 Erfurt      | 12  | 52:16 | 3,25  | 20:04  |
| 2.  | LSV Nohra/Weimar (N) | 12  | 53:18 | 2,94  | 16:08  |
| 3.  | SpVgg Suhl-Heinrichs | 12  | 38:37 | 1,03  | 14:10  |
| 4.  | SV 1899 Mühlhausen   | 12  | 22:40 | 0,55  | 11:13  |
| 5.  | 1. Suhler SV 06      | 12  | 25:30 | 0,83  | 10:14  |
| 6.  | VfL 06 Saalfeld      | 12  | 19:35 | 0,54  | 10:14  |
| 7.  | VfB 04 Erfurt (N)    | 12  | 24:57 | 0,42  | 03:21  |

- Hellgrau unterlegt = Der SV 1899 Mühlhausen zog seine Mannschaft freiwillig vom 1.Klasse-Spielbetrieb der nächsten Saison zurück.
- Drei Spiele wurden nicht ausgetragen, weil jeweils ein Verein nicht antrat. Alle wurden mit 0:0 Toren und 0:2 Punkten zuungunsten des nicht spiel-bereiten Vereins gewertet – und damit automatisch für die jeweiligen Gastgeber.
- Betroffene Spiele: // (1) Saalfeld vs.Mühlhausen // (2) Mühlhausen vs.Saalfeld // (3) Suhl-Heinrichs vs.Mühlhausen – Der auswärtige Verein trat jeweils nicht an.

| (N) | Aufsteiger aus den 2. Klassen |

### Staffel Süd
Ermittelte Spiele: 32 / 33 (+ 1 am „Grünen Tisch“ gewertet) von 42 / Ermittelte Tore: 198 / 202

(9.Spielzeit, (3.Kriegsmeisterschaft) – Saison-Beginn, (Staffel Süd): 14. September 1941)
- Die überlieferte Abschlusstabelle ist in dieser Form unstimmig, da die ermittelten Spiel-Resultate aus der Zeitung und die Buch-Angaben miteinander kombiniert wurden, um eine umfangreichere Statistik (deren Präzision in diesem Falle aber leidet) nicht unnötig beschneiden zu müssen. Punkt-und-Torbilanzen deshalb mathematisch nicht korrekt.

| Pl. | Verein                 | Sp. | Tore  | Quote | Punkte |
| --- | ---------------------- | --- | ----- | ----- | ------ |
| 1.  | SC 06 Oberlind         | 12  | 53:18 | 2,94  | 20:04  |
| 2.  | 1. FC Sonneberg 04     | 12  | 53:25 | 2,12  | 19:05  |
| 3.  | TSV Wildenheid         | 10  | 31:26 | 1,19  | 11:09  |
| 4.  | SV 08 Steinach         | 9   | 20:33 | 0,60  | 06:12  |
| 5.  | 1. FC 07 Lauscha       | 6   | 11:24 | 0,46  | 05:07  |
| 6.  | SV Heinersdorf (N)     | 9   | 18:45 | 0,40  | 04:14  |
| 7.  | VfL 07 Neustadt/Coburg | 9   | 12:31 | 0,39  | 02:16  |

1. FC 07 Lauscha – Einstmals ganz oben – nun weit weg von allem

Nach-Recherche: Torsummen-Differenz von 4 (198 / 202)
- Ein Spiel wurde nicht ausgetragen, weil der VfL Neustadt/Coburg zum Auswärtsspiel in Heinersdorf nicht antrat. Es wurde mit 0:0 Toren und 0:2 Punkten zuungunsten von Neustadt/Coburg – und ebenso umgekehrt für Heinersdorf gewertet.
- Der Staffelsieger der Staffel Süd, war laut vorsaisonalem Fachamtsbereichs-Beschluss, von einer Aufstiegsmöglichkeit ausgeschlossen. Der Sieger der Staffel West, war somit direkt qualifiziert.
- Der 1. FC 07 Lauscha nahm nicht an der nächstjährigen 1. Klasse-Saison teil. Entweder zog er seine Mannschaft freiwillig zurück oder sie erhielt keine Spiel-Berechtigung.
- Nach Beendigung der Spielzeit wurde der VfL 07 Neustadt/Coburg wieder in den Sport-Bezirk Bayern eingegliedert.

| (N) | Aufsteiger aus den 2. Klassen |

## Aufstiegsrunde
Eine anfangs anberaumte Aufstiegsrunde, wurde wegen kriegsbedingt-einschränkender Sachlage ausgesetzt. 
Die jeweiligen Kreis- oder-Staffelmeister erlangten somit direkt ihr Aufstiegsrecht für die nächste Saison. 
 Es qualifizierten sich 6 Vereine für die nächstjährig zweigleisig ausgetragene Staffel Nord der 1. Klasse Thüringens, [ Gruppe 1 + Gruppe 2 ] . Davon 5 als Kreis-oder-Staffelmeister, sowie 1 Verein als Versatz-Neuling. //  
(Alle 6 Neulinge für sie Saison 1942/43, im Fettdruck ersichtlich)

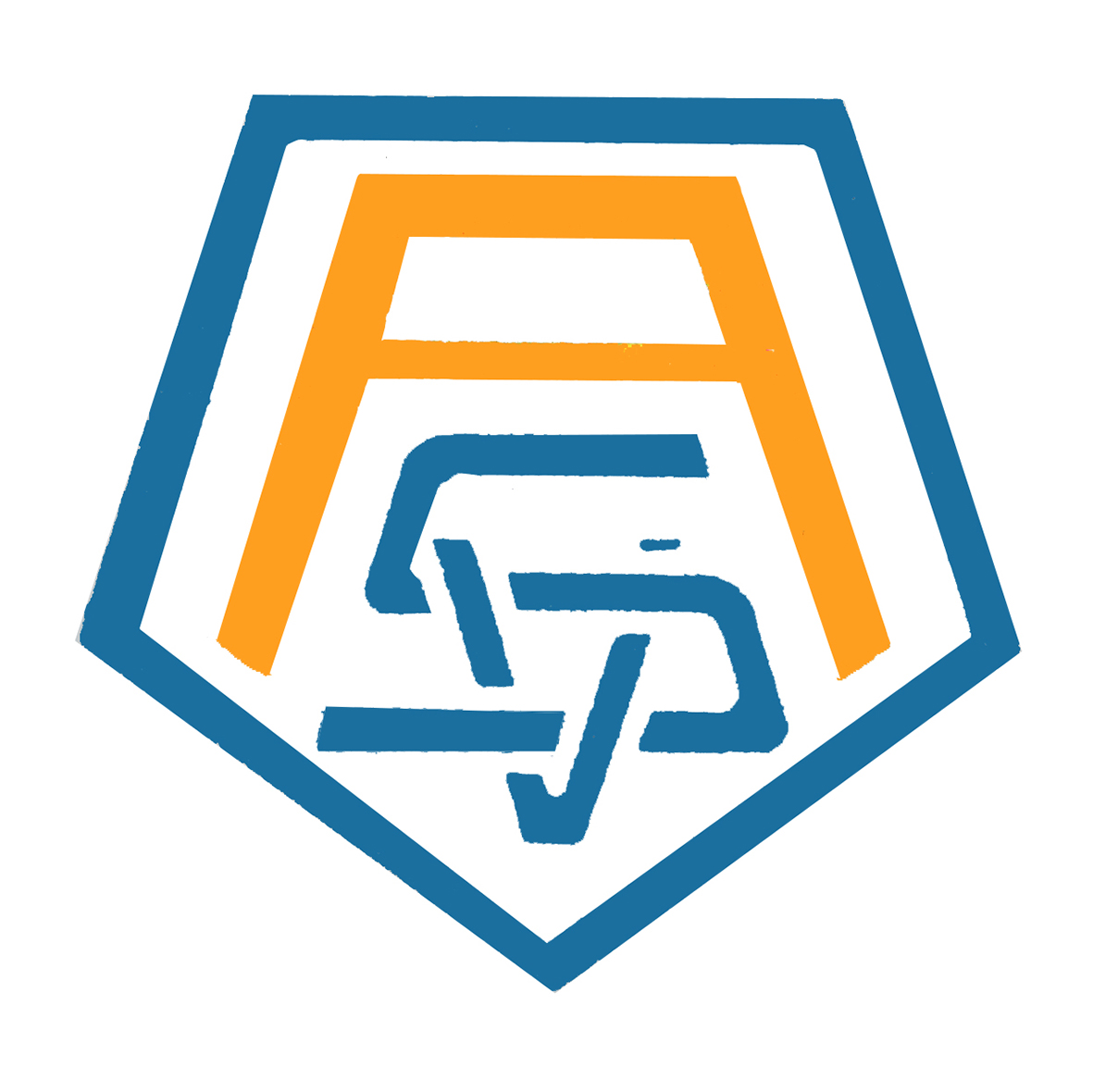
SV 09 Arnstadt – Staffelsieger Kreis Erfurt (Staffel Arnstadt)

- [1] – 2.Klasse Wartburg: LSV Gotha    //      [ zog seine Mannschaft kurz vor Saisonbeginn für die nächstjährige Saison zurück, ebenso wie der MSV Sondershausen ]
- [2] – 2.Klasse Henneberg:  SV Union 06 Zella-Mehlis
- [3] – 2.Klasse Erfurt:  LSV Erfurt [Staffel Erfurt]   /   SV 09 Arnstadt [Staffel Arnstadt]
- [4] – 2.Klasse Südthüringen: LSV Sonneberg   //      [ nahm nicht teil, weil der Südthüringen-Meister seitens des Verbandes, nicht qualifiziert war ]
- [5] – 2.Klasse Weimar: LSV Rudolstadt [Staffel Süd]   /    TuS Schott Jena [Staffel Nord]
- [6] – 2.Klasse Osterland:    offen

- [//] – 2.Klasse Kyffhäuser: MSV Sondershausen [ Der Kyffhäuser-Kreis wurde ab der Saison 1942/43, sport-strukturell dem Bezirk Erfurt-Thüringen zugeordnet.]
- [//] – 1.Klasse Kyffhäuser: LSV Nordhausen [ Versatz-Neuling aus 1.Klasse Halle-Merseburg ]